# 131e division blindée Centauro
Pour les articles homonymes, voir 131e division.
La 131e division blindée « Centauro » (en italien : 131a Divisione corazzata «Centauro») est une division blindée de l'armée royale italienne active pendant la Seconde Guerre mondiale.
La grande unité est formée en avril 1939 par la réorganisation de la 1re brigade blindée (en italien : I Brigata Corazzata). Le nom de la division vient de la race mythologique de créatures mi-humaines mi-chevaux nommées Centaures.
La division participe à l'invasion de l'Albanie, à la guerre italo-grecque et à l'invasion de la Yougoslavie. En août 1942, la division est envoyée en Libye pour participer à la guerre du Désert. Après la défaite de l'Axe lors de la seconde bataille d'El Alamein, la division se retire avec l'armée blindée germano-italienne en Tunisie, où elle participe à la campagne tunisienne. Le 18 avril 1943, la division est dissoute en raison des pertes subies lors de la bataille d'El Guettar.

## Historique
Le 1er juin 1936, la 1re brigade motorisée mécanisée est créée à Sienne, composée du 5e régiment de bersagliers (it) et d'autres unités mineures. Le 15 juillet 1937, le 31e régiment de chars (en) est formé à Sienne et affecté à la brigade. À la même date, l'unité est rebaptisée 1re brigade blindée. Le 20 avril 1939, le 131e régiment d'artillerie blindé (en) est formé à Crémone et affecté à la brigade, qui à cette date est rebaptisée 131e division blindée « Centauro »,.

### Seconde Guerre mondiale

#### Guerre italo-grecque
En avril 1939, l'Italie envahit l'Albanie et forme le protectorat italien de l'Albanie. À l'été 1939, la division déménage à Tirana. Le 28 octobre 1940, elle participe à l'attaque italienne contre la Grèce, qui déclenche la guerre italo-grecque. Le corps principal de la division avance vers Kalpáki en Épire mais la résistance grecque la stoppe avant d'atteindre ses objectifs. Le 23 novembre 1940, les Grecs lancent une offensive qui repousse les unités italiennes en Albanie. La division Centaure tente en vain d'arrêter l'avancée grecque à la bataille du col de Klisoura (en) puis à Tepelenë. En raison des lourdes pertes, la division est retirée du front le 4 février 1941 pour être reconstituée. Le 31e régiment d'infanterie de chars est renforcé par le IVe bataillon de chars « M » du 32e régiment de chars (en), tandis que le 5e régiment de bersagliers est remplacé par le 1er régiment de bersagliers,.

#### Invasion de la Yougoslavie
Fin mars 1940, la division se déplace à Shkodër dans le nord de l'Albanie, en préparation de l'invasion de la Yougoslavie. Après le début de la guerre, le 6 avril 1940, la division, en collaboration avec la 18e division d'infanterie « Messina » et la 32e division d'infanterie « Marche », vainc une attaque yougoslave vers Shkodër. Le 16 avril 1940, la division traverse la Yougoslavie au nord de Koplik (en) et avance vers Kotor, Cetinje et Podgorica. Le 17 avril, la division atteint Trebinje, où elle rencontre des unités de la 133e division blindée « Littorio », qui avaient avancé vers le sud depuis l'Istrie. Le 11 mai 1941, la division commence le transfert de retour vers ses bases en Toscane. Le 31 juillet 1941, le 5e régiment de bersagliers revient dans la division et relève le 1er régiment de bersagliers.

#### Afrique du Nord
En raison de l'expérience des combats dans le désert occidental, les divisions blindées italiennes sont réorganisées en 1942 et se composent sur le papier de trois bataillons de chars et de trois bataillons d'infanterie, d'un grand régiment d'artillerie, de deux bataillons de canons automoteurs, d'un bataillon antiaérien, d'un groupe de reconnaissance et d'un bataillon mixte du génie. En octobre 1942, la division Centauro est transféré en Libye. Elle ne participe pas à la seconde bataille d'El Alamein et ses premières unités atteignent le front lors de la retraite d'Égypte à la fin de 1942.
Le 13 décembre 1942, les unités de la division déjà en Libye et le groupe tactique « Ariete » contraignent la 7e division blindée britannique à battre en retraite lors de la bataille d'El Agheila. La division se retire avec les forces de l'Axe de la Libye vers la Tunisie, où elle cède une partie de ses unités à la brigade spéciale « L » (en) et une partie de son matériel à d'autres divisions. Au cours de la bataille du col de Kasserine, ses troupes envahissent la partie des forces américaines défendant la route 13.
La division participe à la bataille d'El Guettar, où elle est sévèrement décimée. À partir du 7 avril 1943, le reste du personnel et de l'équipement de la division est affecté à la 16e division d'infanterie « Pistoia ». Le 18 avril 1943, la division est déclarée perdue en raison des événements de guerre.

#### 136edivision légionnaire blindée «Centauro»
Le 15 août 1943, l'Armée royale italienne active la 136e division légionnaire blindée « Centauro » (en), qui poursuit la tradition de la 131e division blindée « Centauro ». Après l'annonce de l'armistice de Cassibile le 8 septembre 1943, la 136e division est dissoute par les envahisseurs allemands le 12 septembre 1943.

### Après-guerre
Le 1er avril 1951, l'armée italienne créé à Vérone la brigade blindée « Centauro » (en), qui, le 1er novembre 1959, est élargie en division blindée « Centauro ».

## Organisation

### En Italie
- 131e division blindée Centauro[1]
  - 5e régiment de bersagliers (it)[7]
    - Compagnie de commandement
    - XIVe bataillon de bersagliers auto-transporté
    - XXIIe bataillon de bersagliers motocyclistes (réorganisé en XXIIe bataillon d'armes de soutien de bersagliers en septembre 1941)
    - XXIVe bataillon de bersagliers auto-transporté (rejoint le régiment en 1940)
    - 5e compagnie antichar (canons antichar 47/32 ; entrée dans le XXIIe bataillon d'armes de soutien de bersagliers en septembre 1941)
    - 5e bataillon de bersagliers motocyclistes (créé en septembre 1941)

  - 31e régiment de chars
    - Compagnie de commandement
    - Ier bataillon de chars "L" (chenillettes L3/35 ; dissous en octobre 1941)
    - IIe bataillon de chars "L" (chenillettes L3/35 ; dissous en octobre 1941)
    - IIIe bataillon de chars "L" (chenillettes L3/35 ; dissous en septembre 1941 pour former le 51e bataillon de chars "M")
    - IVe bataillon de chars "L" (chenillettes L3/35 ; dissous en septembre 1941 pour former le 51e bataillon de chars "M")
    - IVe bataillon de chars "M" (M13/40 ; arrivé du 32e régiment d'infanterie de chars en février 1941 ; transféré au 133e régiment de chars en février 1942)
    - XIIe bataillon de chars "M" (M14/41 ; arrivé du 32e régiment de chars en octobre 1941 ; transféré au 133e régiment de chars en novembre 1941)
    - XIIIe bataillon de chars "M" (M13/40 ; arrivé du 32e régiment de chars en octobre 1941 ; transféré au 132e régiment de chars à l'été 1942)
    - XIVe bataillon de chars "M" (chars M14/41, rejoint le régiment au printemps 1942)
    - XVe bataillon de chars "M" (chars M14/41, rejoint le régiment au printemps 1942)
    - XVIIe bataillon de chars "M" (chars M14/41, rejoint le régiment au printemps 1942)
    - 51e bataillon de chars "M" (chars M14/41 ; formé en septembre 1941 ; transféré au 133e régiment de chars en février 1942)

  - 131e régiment de chars (affecté à la division du 27 juillet 1941 au 2 janvier 1942)
    - Compagnie de commandement
    - 201e bataillon de chars "R35" (chars légers Renault R35 français capturés)[8]
    - 102e bataillon de chars "R35" (chars légers français R35 capturés)[8]
    - 200e bataillon de chars "S35" (chars français SOMUA S35 capturés)[8]

  - 131e régiment d'artillerie Centauro[9]
    - Unité de commandement
    - Ier groupe (canons de campagne 75/27 mod. 11)
    - IIe groupe (canons de campagne 75/27 mod. 11)
    - IIIe groupe (canons de campagne 75/27 mod. 11)
    - 2 x batteries antiaériennes (canons antiaériens 20/65 mod. 35)
    - Unité de munitions et d'approvisionnement

  - 131e compagnie antichar (canons antichar 47/32)
  - 141e compagnie antichar (canons antichar 47/32 ; transféré à la 9e division d'infanterie Pasubio pour un déploiement en Union soviétique)
  - 131e compagnie mixte du génie
  - 131e section médicale
  - 131e section d'approvisionnement
  - 131e section des transports
  - 106e section de carabiniers
  - 131e bureau de poste de campagne

### En Afrique du Nord
- 131e division blindée Centauro[1]
  - Groupement blindé de reconnaissance Cavalleggeri di Lod[10]
    - Escadron de commandement
    - Ier groupe d'escadre (Automitrailleuses AB 41 et chars L6/40 ; transféré dans la brigade spéciale « L » (en))
    - IIe groupe d'escadre (canons automoteurs 47/32 L40 et canons antiaériens 20/65 mod. 35)

  - 5e régiment de bersagliers (it)[7]
    - Compagnie de commandement
    - XIVe bataillon de bersagliers auto-transporté
    - XXIIe bataillon d'armes de soutien de bersagliers
    - XXIVe bataillon de bersagliers auto-transporté
    - 5e compagnie de bersagliers motocyclistes

  - 31e régiment de chars
    - Compagnie de commandement
    - XIVe bataillon de chars "M" (chars M14/41)
    - XVe bataillon de chars "M" (chars M14/41 ; transféré dans la brigade spéciale « L » (en))
    - XVIIe bataillon de chars "M" (chars M14/41)

  - 131e régiment d'Artillerie Centauro[9]
    - Batterie de commandement
    - Ier groupe (obusiers 75/27 mod. 06)
    - IIe groupe (obusiers 75/27 mod. 06)
    - IIIe groupe (canons 105/28)
    - IVe groupe mixte (transféré au printemps 1942 dans 132e régiment d'artillerie Ariete)
      - 2 x batteries antiaériennes/antichar (canons antiaériens 90/53 montés sur camions Lancia 3Ro)
      - 2 x batteries antiaériennes (canons antiaériens 20/65 mod. 35)

    - Ve groupe automoteur (canons automoteurs 75/18)
    - VIe groupe automoteur (canons automoteurs 75/18 ; transféré en août 1942 dans le 133e régiment d'artillerie « Littorio »)
    - 559e groupe automoteur (canons automoteurs 75/18 ; rejoint le régiment en Afrique du Nord)

  - 132e régiment antichar (rejoint la division en 1943)
    - Compagnie de commandement
    - Ier bataillon antichar Ariete (canons antichar 47/32 ; formé avec les survivants de la 132e division blindée Ariete)
    - IIe bataillon antichar Littorio (canons antichar 47/3 ; formé avec des survivants de la 133e division blindée Littorio)
    - IIIe bataillon antichar Trieste (canons antichar 47/3 ; formé avec des survivants de la 101e division motorisée Trieste)

  - 136e bataillon antichar automoteur (canons automoteurs 47/32 L40)
  - 31e bataillon mixte du génie
    - 131e compagnie du génie
    - 231e compagnie de connexions

  - 131e section médicale
  - 131e section d'approvisionnement
  - 131e section des transports
  - 106e section de carabiniers
  - 131e bureau de poste de campagne (remplacé en février 1943 par le 212e  bureau de poste de campagne)

Attaché à la division lors de la campagne de Tunisie:
- XVIIIe bataillon de carabiniers

## Commandants
- Generale di Brigata Giovanni Magli (1939 - 24 décembre 1940)[1]
- Colonel Mario Giglioni (par intérim, 25 - 30 décembre 1940)
- Generale di Brigata Gioacchino Solinas (par intérim, 31 décembre 1940 - 3 février 1941)
- Generale di Brigata Giovanni Magli (4-23 février 1941)
- Generale di Brigata Gavino Pizzolato (24 février 1941 - 28 février 1942)
- Generale di Divisione Giorgio Calvi di Bergolo (1er mars 1942 - 18 avril 1943)